# Brent Weeks
Brent Weeks es un escritor estadounidense de novelas de fantasía nacido el 7 de marzo de 1977 y residente en Oregón. Su primera novela, El camino de las sombras, figuró en las listas de ventas del New York Times en diversas ocasiones y fue finalista del premio David Gemmell de fantasía.
La primera obra de Brent Weeks, la trilogía del Ángel de la Noche, fue publicada por la editorial Orbit en 2008. En 2010 Plaza & Janés publicó su traducción al español. La trilogía está protagonizada por el huérfano Azoth, que se convierte en asesino dotado de poderes mágicos. Sus tres volúmenes han sido traducidos a numerosos idiomas.
Su última novela publicada en español es El ojo fragmentado, tercera parte de la saga El Portador de Luz.
El 11 de mayo de 2016, el autor reveló en su página web que, su anteriormente anunciada tetralogía El Portador de Luz, iba a estar compuesta por cinco libros.

### El Ángel de la Noche
1. El camino de las sombras (The Way of Shadows, 2008)
2. Al filo de las sombras (Shadow's Edge, 2008)
3. Más allá de las sombras (Beyond the Shadows, 2008)
4. El Angel de la noche Nemesis (Night Angel Nemesis, 2022)

Precuela: Sombra perfecta (Perfect Shadow, novela corta, 2011)

### Saga El Portador de Luz
1. El Prisma negro (The Black Prism, 2010)
2. La Daga de la Ceguera (The Blinding Knife, 2012)[7]
3. El Ojo Fragmentado (The Broken Eye, 2014)
4. El Espejo de Sangre (The Blood Mirror, 2016)[8]
5. El Blanco Ardiente (The Burning White, lanzamiento en inglés el 24 de octubre de 2019)[9]